# 加稲
加稲（かいな）は、愛知県弥富市の地名。

## 地理
弥富市旧弥富町中央西部に位置する。東は三好、西は栄南、南は富島、北は加稲九郎治に接する。

## 歴史

### 人口の変遷
国勢調査による人口および世帯数の推移。
| 1995年（平成7年）  | 37世帯 160人 |  |
| 2000年（平成12年） | 42世帯 173人 |  |
| 2005年（平成17年） | 41世帯 154人 |  |
| 2010年（平成22年） | 53世帯 148人 |  |
| 2015年（平成27年） | 44世帯 136人 |  |

### 沿革
- 元禄15年 - 伊勢国桑名郡長島村在の伊藤九八郎が開発し、伊勢国桑名郡の伊勢長島藩領加稲新田となる[2]。
- 1880年（明治13年） - 愛知県海西郡加稲新田となる[2]。
- 1889年（明治22年） - 両国村大字加稲新田となる[2]。
- 1906年（明治39年） - 鍋田村大字加稲新田となる[2]。
- 1937年（昭和12年） - 鍋田村大字加稲となる[2]。
- 1955年（昭和30年） - 弥富町大字加稲となる[2]。
- 1970年（昭和45年） - 加稲九郎治の一部を編入する[2]。
- 2006年（平成18年）4月1日 -  弥富町大字加稲字一ノ割が弥富市加稲一丁目、字二ノ割が加稲二丁目、字三ノ割が加稲三丁目、字ニノ割が加稲四丁目となる[WEB 10]。

## 交通
- 愛知県道富島津島線[1]

## 施設
- 曹洞宗長養院[1]
- 伊奈神社[1]

### WEB
1. ↑  “愛知県弥富市の町丁・字一覧”.   人口統計ラボ. 2022年12月12日閲覧。
2. ↑  総務省統計局 (2017年1月27日). “平成27年国勢調査の調査結果(e-Stat) - 男女別人口及び世帯数 －町丁・字等” (CSV). 2021年7月21日閲覧。
3. ↑  “愛知県弥富市の郵便番号一覧”.   日本郵便. 2022年12月12日閲覧。
4. ↑  “市外局番の一覧” (PDF).   総務省 (2022年3月1日). 2022年3月22日閲覧。
5. ↑  総務省統計局 (2014年3月28日). “平成7年国勢調査の調査結果(e-Stat) - 男女別人口及び世帯数 －町丁・字等” (CSV). 2021年7月20日閲覧。
6. ↑  総務省統計局 (2014年5月30日). “平成12年国勢調査の調査結果(e-Stat) - 男女別人口及び世帯数 －町丁・字等” (CSV). 2021年7月20日閲覧。
7. ↑  総務省統計局 (2014年6月27日). “平成17年国勢調査の調査結果(e-Stat) - 男女別人口及び世帯数 －町丁・字等” (CSV). 2021年7月21日閲覧。
8. ↑  総務省統計局 (2012年1月20日). “平成22年国勢調査の調査結果(e-Stat) - 男女別人口及び世帯数 －町丁・字等” (CSV). 2021年7月21日閲覧。
9. ↑  総務省統計局 (2017年1月27日). “平成27年国勢調査の調査結果(e-Stat) - 男女別人口及び世帯数 －町丁・字等” (CSV). 2021年7月21日閲覧。
10. ↑  弥富市役所 総務部 総務課 行政グループ (2015年2月19日). “弥富市住所一覧  旧弥富町” (pdf).   弥富市. 2023年4月5日閲覧。

### 書籍
1. 1 2 3 4 5  「角川日本地名大辞典」編纂委員会 1989, p. 1899.
2. 1 2 3 4 5 6 7  「角川日本地名大辞典」編纂委員会 1989, p. 360.